# Yıldız, Sivas
Yıldız là một thị trấn thuộc thành phố Sivas, tỉnh Sivas, Thổ Nhĩ Kỳ. Dân số thời điểm năm 2011 là 2.414 người.